# Four Christmases
Four Christmases is een Amerikaanse romantische komediefilm uit 2008 met Vince Vaughn en Reese Witherspoon. De regie is in handen van Seth Gordon.
De film is buiten Amerika uitgebracht onder een aantal alternatieve titels. In Australië en Nieuw-Zeeland is hij uitgebracht onder de titel Four Holidays en in de Nederlandstalige landen, Noorwegen, Verenigde Arabische Emiraten en Zuid-Afrika als Anywhere But Home.

## Verhaal
Het verhaal draait om het stel Kate (Witherspoon) en Brad (Vaughn). Ze zijn niet getrouwd en hebben geen kinderen, maar zijn desondanks gelukkig met elkaar. Beide komen uit gezinnen waarin dezelfde problemen heersen; hun ouders zijn gescheiden, hun broers en zussen hebben geregeld ruzie, en hun neefjes en nichtjes zijn onhandelbaar. Mede daarom hebben ze de afgelopen twee jaar smoesjes verzonnen om kerstmis niet met hun families door te hoeven brengen. Zo doen ze alsof ze voor een liefdadigheidsinstelling elk jaar naar een ver, zonnig oord moeten.
Dit jaar proberen ze er voor kerst tussenuit te knijpen naar Fiji, maar een mistbank op het vliegveld zorgt dat hun vlucht niet kan vertrekken. Bovendien worden ze gefilmd door een nieuwsploeg dat verslag doet van de chaos op het vliegveld, waardoor hun families zien dat de twee niet weg kunnen. Ze zijn nu gedwongen om hun families toch te bezoeken.
De twee bezoeken eerst Brad’s vader, dan Kate’s moeder, dan Brad’s moeder en ten slotte Kate’s vader. Zodoende vieren ze vier keer die dag kerstmis. De twee bereiden zich voor op het ergste, maar dat blijkt niet voldoende. Tijdens de familiebezoekjes ontdekken Brad en Kate nieuwe geheimen over elkaar die ze uit schaamte nooit hebben opgebiecht, waardoor hun relatie onder druk komt te staan. Kate realiseert zich door het weer zien van haar neefjes en nichtjes dat ze toch zelf ook wel graag kinderen wil, terwijl Brad niet kan wachten tot de vier bezoekjes erop zitten. Uiteindelijk vraagt Kate of Brad haar alleen naar haar vader wil laten gaan. Ze doet tegenover haar familie daar alsof zij en Brad uit elkaar zijn. Brad stemt toe en brengt zelf wat tijd door met enkel zijn vader. Hierdoor gaat ook hij beseffen hoe leeg zijn leven zonder huwelijke en kinderen eigenlijk is.
Nadat kerst erop zit bespreken Kate en Brad hun toekomstplannen, en gaan dan toch op vakantie naar Fiji. Het jaar erop zijn ze getrouwd en blijken ze net hun eerste kind te hebben gekregen; een meisje. Het feit dat Kate zwanger was hebben ze het hele jaar voor hun families verzwegen, maar omdat hun kind het eerste is dat in het nieuwe jaar geboren wordt komt een tv-ploeg hen opzoeken. Zodoende krijgt weer de hele stad hen te zien.

## Rolverdeling
| Acteur            | Personage    |
| ----------------- | ------------ |
| Vince Vaughn      | Brad         |
| Reese Witherspoon | Kate         |
| Robert Duvall     | Howard       |
| Sissy Spacek      | Paula        |
| Jon Voight        | Creighton    |
| Jon Favreau       | Denver       |
| Mary Steenburgen  | Marilyn      |
| Dwight Yoakam     | pastoor Phil |
| Tim McGraw        | Dallas       |
| Kristin Chenoweth | Courtney     |
| Katy Mixon        | Susan        |
| Colleen Camp      | tante Donna  |
| Collette Wolfe    | Cindy        |
| Carol Kane        | tante Sarah  |

## Achtergrond

### Productie
Seth Gordon werd op aandringen van Vaughn als regisseur toegewezen aan het project. Dit omdat Vaughn Gordon’s documentaire The King of Kong: A Fistful of Quarters had gezien welke, net als Four Christmases, een "traditionele drie-aktes structuur" kent.
De productie ging van start in december 2007. Rond dezelfde tijd vond een staking van de Writers Guild of America, East plaats, waardoor er geen aanpassingen konden worden gemaakt aan het scenario. Tijdens de productie werd New Line Cinema onderdeel van Warner Bros, waardoor de voltooiing van de film in het gedrang kwam.

### Filmmuziek
De muziek van de film, getiteld Four Christmases: Music from the Motion Picture, was oorspronkelijk beschikbaar op Amazon.com. Op 25 november 2008 volgde de officiële uitgave door New Line Records. Het album omvat de volgende nummers:
1. "Baby It's Cold Outside" door Dean Martin & Martina McBride - 2:55
2. "(There's No Place Like) Home for the Holidays" door Perry Como - 2:51
3. "Sleigh Ride" door Ferrante & Teicher - 2:16
4. "Christmas All Over Again" door Tom Petty - 4:15
5. "Season's Greetings" door Robbers On High Street - 2:23
6. "Jingle Bell Rock" door Bobby Helms met The Anita Kerr Singers - 2:11
7. "The Christmas Song" door Gavin DeGraw - 3:24
8. "Cool Yule" door Louis Armstrong - 2:55
9. "I'll Be Home for Christmas" door Dean Martin - 2:33
10. "White Christmas" door Bing Crosby - 2:59
11. "O Little Town of Bethlehem" door Sarah McLachlan - 3:53

### Reacties
De film werd vooral met negatieve reacties ontvangen door critici. Op Rotten Tomatoes scoort de film 25% aan goede beoordelingen. Op Metacritic scoort de film 41 punten op een schaal van 100.
The Hollywood Reporter noemde de film een van de slechtste kerstfilms ooit. De film zou te veel Hollywoodcliché’s bevatten. Andere negatieve recensies kwamen van Associated Press, Variety, Film Journal International en Roger Ebert.
Op de openingsdag haalde de film de tweede plaats in de kaartverkoop met een opbrengst van 6.1 miljoen dollar, net achter Twilight. Daarna wist de film de eerste plaats te bemachtigen. De film bracht wereldwijd $154.9 miljoen op.

## Prijzen en nominaties
- In 2009 won “Four Christmases” de BMI Film Music Award.
- Datzefde jaar werd Reese Witherspoon voor haar rol in de film genomineerd voor een Blimp Award in de categorie Favoriete Filmactrice.